# Süleyman Pacha
Ne doit pas être confondu avec Soliman (fils d'Orhan) ou Soliman Pacha.
Pour Homonymie, voir Soliman Pacha.
Süleyman Pacha (ou Soliman Pacha, ou Soliman Veneziano), renégat d'origine vénitienne, est gouverneur d'Alger de 1600 à 1603. 

## Biographie
En 1600, à la suite des plaintes adressées à la Sublime Porte par la France contre les déprédations infligées à ses marchands et l'insulte faite à monsieur de Vias, consul royal chargé de porter réclamation à Alger, Süleyman Pacha est nommé en remplacement de Dali Hassan Pasha. Il fait restituer à la France une partie des navires capturés tout en se plaignant de la prise d'une galère turque échouée près d'Antibes.
En guerre avec la Kabylie excitée par l'Espagne, Süleyman Pacha rentre battu à Alger en 1600, puis échoue à nouveau l'année suivante devant Djemâa Saharidj.
L'amiral Giovanni Andrea Doria parait en septembre 1601 devant Alger avec une escadre de soixante-dix vaisseaux et une armée de dix mille hommes, mais ne peut débarquer face au mauvais temps.
En 1603, Süleyman Pacha laisse sa place à Khizr Pasha (ou Kheder), alors placé à la tête de la régence d'Alger pour la troisième fois. 